# Miren Bartolomé
Miren Bartolomé (* 2. Januar 1998) ist eine spanische Stabhochspringerin.

## Sportliche Laufbahn
Ihren ersten internationalen Auftritt hatte Miren Bartolomé bei den U20-Weltmeisterschaften 2016 in Bydgoszcz, bei denen sie mit übersprungenen 3,95 m in der Qualifikation ausschied, wie auch bei den U20-Europameisterschaften im Jahr darauf in Grosseto mit 3,80 m. 2018 wurde sie bei den U23-Mittelmeermeisterschaften in Jesolo mit 4,20 m Vierte und 2019 belegte sie bei den U23-Europameisterschaften in Gävle mit einer Höhe von 4,00 m den siebten Platz.
2019 wurde Bartolomé mit einer übersprungenen Höhe von 4,31 m spanische Meisterin im Freien.